# Monte Chomo Lonzo
El monte Chomo Lonzo, también denominado Chomolonzo, Chomolönzo, Chomo Lönzo, Jomolönzo y Lhamalangcho, es una montaña del Himalaya tibetano, en el centro-este de Asia. Con una altitud de 7790 m s. n. m. es la 27ª cumbre más elevada del mundo. Es considerada también una cumbre subsidiaria del Makalu.

## Ubicación

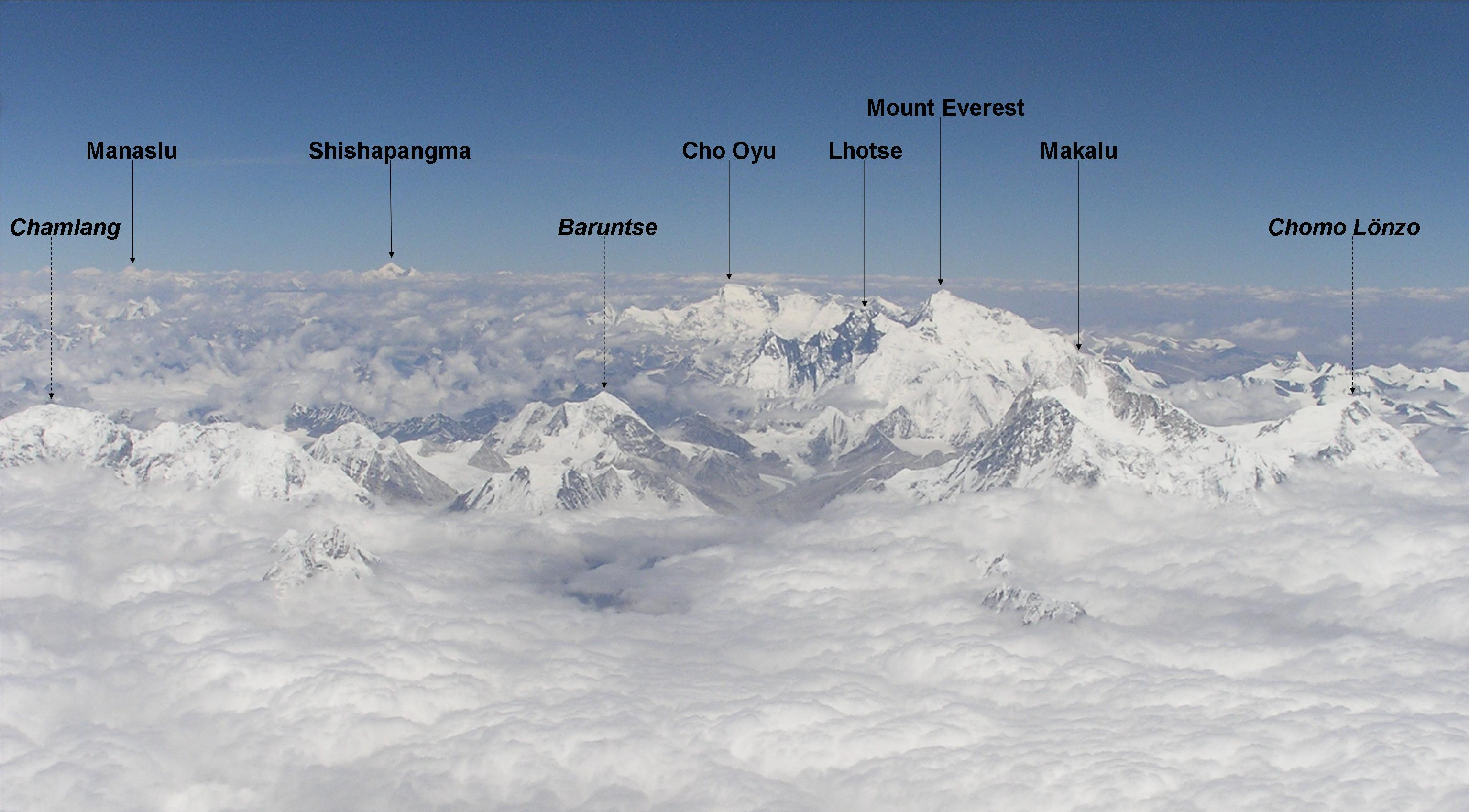
En esta imagen del Himalaya visto de sur a norte se puede observar al monte Chomo Lonzo (a la derecha).

El Chomo Lonzo está ubicado en una región que reúne las montañas más altas del planeta. El monte se encuentra en el sudeste de la cadena montañosa del Himalaya sensu stricto (en el subcordón conocido como Mahalangur Himal), en el sector oriental de la macrorregión orográfica denominada sistema de los Himalayas. Se sitúa en la Prefectura de Shigatse, en el sur del Tíbet, China, muy próximo a la frontera con Nepal. Sus cumbres  más próximas son el Chago (hacia el oeste) el Kangchungste (hacia el sudoeste) y el Makalu (situado a 5 km hacia el sudsudoeste), cuya elevación de 8485 m s. n. m. la convierte en la 5ª montaña más alta del planeta.
El Chomo Lonzo tiene 3 picos, Norte, Central y Sur, siendo este último el de mayor altitud.
Las precipitaciones que caen en sus laderas son drenadas hacia el río Kosi, un afluente del río Ganges.
Tiene una altitud de 7790 m s. n. m. (25 557 ft), aunque también se han informado altitudes de 7804 m s. n. m. e incluso de 7818 m s. n. m. Es la 27ª cumbre más elevada del mundo. Su prominencia es de 590 m (1936 ft).

## Historial de ascensos
La cumbre principal del monte Chomo Lonzo fue alcanzada el 30 de octubre de 1954 por los escaladores franceses Jean Couzy y Lionel Terray, este último conocido por realizar las primeras ascensiones al Fitz Roy y al Makalu entre otras. Ellos eran parte de un equipo organizado por Lucien Devies, dirigido por Jean Franco, e integrado también por Jean Bouvier, Pierre Leroux, Guido Magnone, y apoyada por el sirdar Gyaltsen Norbu y Pa Norbu. Su objetivo no era esta cumbre sino el Makalu (al que conquistaron un año después), pero como no pudieron atacarlo, tuvieron la idea alternativa de hacer las primeras ascensiones de las dos cumbres subsidiarias del Makalu, el Kangchungtse y el Chomo Lonzo. Para acceder a este, emplearon la ruta que aprovecha la suave pendiente que posee la ladera sudoeste, que parte de un collado que separa el Chomo Lonzo del Makalu. A pesar del intenso frío y el violento viento que se presentó, lograron hacer cumbre.
Pasaron casi 40 años para que esta montaña volviera a ser conquistada, en esta ocasión fue una expedición japonesa en el año 1993, la que logró ascender mediante una ruta a través de la cara Noroeste, y desde allí luego conectaron con la arista Sudoeste. El tercer ascenso al pico principal ocurrió un año después, y empleó la tradicional ruta del sudoeste. La ruta más difícil es la de la ladera Norte, una imponente pared vertical de 3000 metros.
Las cumbres Central y Norte, al ser de menor altura que la Sur, recibieron escasa atención de los escaladores, por lo que permanecieron invictas hasta que fueron vencidas recién en el año 2005. 

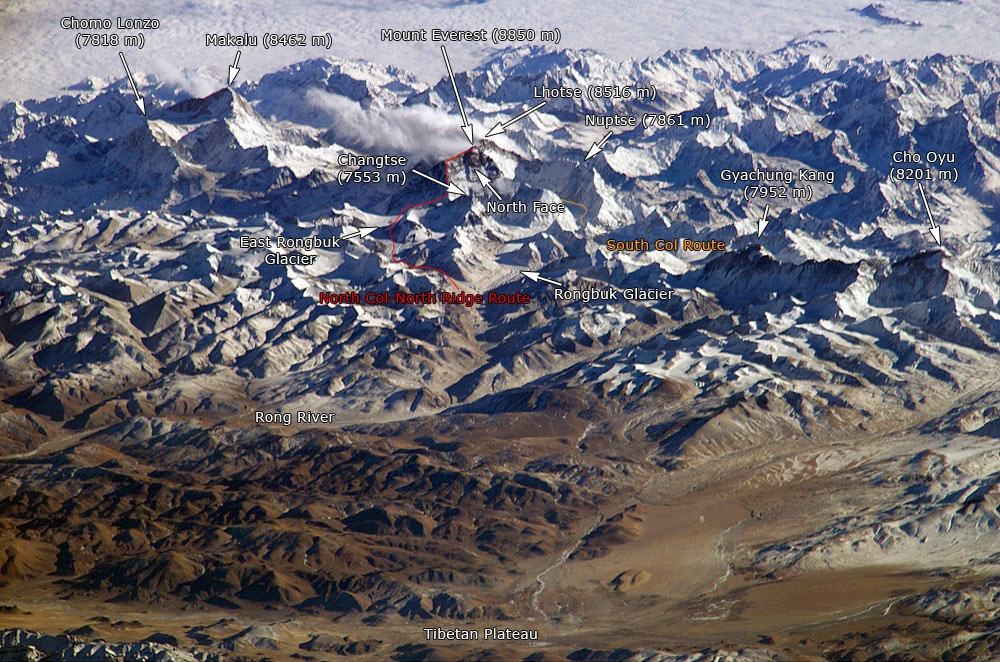
En esta imagen del Himalaya vista de norte a sur se puede observar al monte Chomo Lonzo (a la izquierda y arriba).